# Esteban Pogany
Esteban Ernesto Pogany (San Nicolás de los Arroyos, Argentina, 7 de octubre de 1954) es un exarquero profesional de fútbol. Jugó 23 años en Primera División (1973-1996), disputando 539 partidos.
Luego de su retiro en 1996 siguió vinculado al fútbol como ayudante de campo, director técnico y periodista deportivo. Actualmente se desempeña como Entrenador de Arqueros Juveniles de la Asociación del Fútbol Argentino (AFA). 

## Biografía
Esteban Ernesto Pogany nació en San Nicolás el 7 de octubre de 1954. Comenzó a jugar en el Club Belgrano de su ciudad natal y en 1970 llegó a Buenos Aires para incorporarse a las divisiones inferiores de Independiente, club en el que llegó a primera división en 1973. En esa institución se consagró campeón de América en 1973 y 1974, Intercontinental en 1973, Interamericana en 1973 y en 1975 y Nacional en 1977 y 1978. 
En 1981 pasó al Club Atlético Huracán y en 1982 fue contratado por Independiente Santa Fe de Bogotá. Al año siguiente pasó al Unión Magdalena, también de Colombia y en 1984 llegó a Junior de Barranquilla con el que obtuvo el título del Torneo Apertura y disputó la Copa Libertadores.
De regreso en la Argentina en 1985 tuvo un paso fugaz por Deportivo Español e inmediatamente fue adquirido por Racing Club de Avellaneda. Jugó luego en Banfield, San Lorenzo donde en la temporada 1988/89 fue elegido "Mejor Arquero de Primera División" por la crítica especializada y a mediados de 1989 se incorporó a Boca Juniors. En esta institución dejó un gran recuerdo a pesar de no haber jugado muchos partidos de titular por coincidir su paso por el club con el de Carlos Fernando Navarro Montoya, de gran actuación como arquero xeneize, jugador que además casi nunca sufrió lesión alguna, razón por la cual casi siempre le tocaba atajar en la reserva, integrando posteriormente el banco de suplentes. Incluso el año en que Boca gana el Torneo Apertura 1992, se consagra también campeón en Reserva atajando Pogany en casi todos los partidos de esa división. Debutó como jugador de Boca Juniors el 30 de agosto de 1989 despidiéndose un 22 de mayo de 1994. Integró el equipo de Boca Juniors que ganó la Supercopa Sudamericana de 1989, la Recopa Sudamericana de 1990, el Torneo Apertura de 1992, que significó el final de los 11 años durante los cuales el equipo boquense no ganaba torneos nacionales, la Copa Master de Supercopa de 1992 y la Copa de Oro "Nicolás Leoz" de 1993. En 1997 retornó a Boca Juniors no ya como jugador, sino como ayudante de campo de Héctor "Bambino" Veira, dirigiendo algunos partidos en primera como técnico interino.
Además duante años antes comentarista de varios partidos de los seleccionados argentina Sub-20 y Sub-17 años 2001 a 2007 respectivamente de la Television Pública al lado de Gustavo Kuffner y Javier Vicente más Juan Carlos Fernández, Mario Giordano (Uruguay), Maximiliano Steinman en televisión Pública Noticias y también las colaboraciones especiales de Miguel Osovi y Juan Ballesteros.
Es Técnico Químico, Entrenador Nacional de Fútbol, recibido en 1992, y Técnico Superior en Periodismo Deportivo, recibido en 2004.

## Clubes
| Club               | País      | Año       |
| ------------------ | --------- | --------- |
| Independiente      | Argentina | 1970-1975 |
| Belgrano           | Argentina | 1975      |
| Independiente      | Argentina | 1975-1981 |
| Huracán            | Argentina | 1981-1982 |
| Santa Fe           | Colombia  | 1982-1983 |
| Unión Magdalena    | Colombia  | 1983      |
| Atlético Junior    | Colombia  | 1984      |
| Deportivo Español  | Argentina | 1985      |
| Racing Club        | Argentina | 1985-1986 |
| Banfield           | Argentina | 1987-1988 |
| San Lorenzo        | Argentina | 1988-1989 |
| Boca Juniors       | Argentina | 1989-1994 |
| Ferro Carril Oeste | Argentina | 1994-1995 |
| Atlético Tucumán   | Argentina | 1996      |

## Palmarés

### Campeonatos nacionales
| Título           | Club          | Año    |
| ---------------- | ------------- | ------ |
| Primera División | Independiente | N-1977 |
| Primera División | Independiente | N-1978 |
| Primera División | Boca Juniors  | A-1992 |

### Campeonatos internacionales
| Título                 | Club          | Año  |
| ---------------------- | ------------- | ---- |
| Copa Interamericana    | Independiente | 1973 |
| Copa Intercontinental  | Independiente | 1973 |
| Copa Libertadores      | Independiente | 1973 |
| Copa Interamericana    | Independiente | 1974 |
| Supercopa Sudamericana | Boca Juniors  | 1989 |
| Recopa Sudamericana    | Boca Juniors  | 1990 |
| Copa Máster            | Boca Juniors  | 1992 |
| Copa de Oro            | Boca Juniors  | 1993 |

### Distinciones individuales
- “Mejor Arquero de Primera División”. Otorgado por la crítica especializada en reconocimiento del desempeño deportivo durante los años 1989 – 1990 en San Lorenzo.[1]

## Labor como director técnico
- Director Técnico Alterno de la Primera División de Fútbol del Club Atlético Boca Juniors
- Director Técnico Alterno de la Primera División del Club Atlético Lanús
- Director Técnico Alterno de la Primera División del Club Atlético Newells Old Boys
- Director Técnico Alterno de la Primera división del Club San Lorenzo de Almagro
- Director Técnico de la Primera División del Quilmes Atlético Club
- Entrenador de Arqueros de las Selecciones Juveniles de la Asociación del Fútbol Argentino – AFA

## Labor como periodista deportivo
- Comentarista de Fútbol en la Liga Española de Fútbol, Canal 7, 2006.
- Conductor Programa “Rumbo al Mundial 2006”, Canal 7.
- Conductor “Mundial 2006”, Canal 7.
- Conductor “Champions League” 2007 – 2009, Canal 7.
- Comentarista de fútbol en los Juegos Olímpicos Beijing 2008, Canal 7. Programa ganador del Martín Fierro.

## Otras actividades
Además de sus actividades deportivas, Pogany escribió el libro Desde el arco en el año 1994 enseñando sus dotes pedagógicas. En dicho libro el experimentado arquero comparte conceptos sobre la formación de futuros arqueros y, en palabras de Ángel Cappa: "No es un libro de fórmulas para el éxito. Es mucho más importante. Es un libro de conceptos básicos, imprescindibles, dichos con la simpleza del que tiene las cosas claras[...] Invita a pensar, más que a aceptar. Por eso es pedagógico."

## Obras
- Desde el arco (1994). Buenos Aires.